# Лоза (присілок, Ігринський район)
Лоза́ (рос. Лоза) — присілок в Ігринському районі Удмуртії, Росія.

## Населення
Населення — 67 осіб (2010; 56 в 2002).
Національний склад станом на 2002 рік:
- удмурти — 89 %

## Урбаноніми[3]
- вулиці — Зарічна